# Чикашка школа (архитектура)
Чикашка школа или чикашки стил је назив за групу архитеката који су радили у Чикагу и у Њујорку крајем 19. века и почетком  20. века, у периоду од 1883. до 1893. године.
Овај архитектонски правац се развио због неколико фактора. Први је био правилна сегрегација парцела у Чикагу ради бољег искоришћавања површине града. То је довело до стварања градских блокова који су карактеристични за Чикаго, као и до тежње да се простор користи у висину. Један од услова био је коришћење безбедних и отпорних материјала против пожара. Два велика пожара, 1871. и 1874. године, значајно су оштетила град што је захтевало промену материјала и стварање заштитног слоја око конструкција.
Најзначајнија карактеристика чикашке школе био је прелаз са носећих зидова на скелетни систем који је обезбеђивао снажну и стабилну конструкцију до тада недостижних висина. Скелет је био и значајан фасадни елеменат. Често визуелно препознатљив, рашчлањивао је фасаду и стварао једноставну визуелну мрежу. Скелет је испуњаван великим прозорима који су омогућавали осветљавање унутрашњих простора, који су у то време најчешће били намењени за канцеларије и пословне активности. На фасадама су се често користили биљни мотиви под утицајем сецесионистичког покрета из Европе, који су се постепено губили, стварајући чист функционални израз грађевине. Један од знакова била је и функционална диференцијација простора, тако су у приземљу биле продавнице док су спратови били намењени за административни простор.
Зграда Home Insurance Building у Чикагу, изграђена 1885. године, коју је пројектовао Вилијам Ле Барон Џени, сматра се првим небодером на свету.

## Представници
- Вилијам Ле Барон Џени (William LeBaron Jenney)
- Луис Саливан (Louis Sullivan)
- Бeрнам & Рут (Burnham & Root)
- Вилијам Холабирд (William Holabird)
- Мартин Роуш (Martin Roche)
- Џорџ Х. Вајман (George H. Wyman)

## Грађевине
- Flatiron, Њујорк, 1902. Данијел Х. Бернам
- Wainwright Building, Сент Луис, Мисури, 1890. Л. Саливан
- Guaranty Building, Buffalo, Њујорк, 1895. Л. Саливан
- Schlesinger & Mayer Department Store, Чикаго, 1904. Л. Саливан
- Leiter Building, Чикаго, 1879. В. Л. Џени
- Home Insurance Building, Чикаго, 1885. В. Л. Џени
- Reliance Building, Чикаго, 1895. Бернам & Рут
- Tacoma Building, Чикаго, 1889. В. Холабирд & М. Роуш